# Форт Аткинсон (Ајова)
Форт Аткинсон (енгл. Fort Atkinson) град је у америчкој савезној држави Ајова. По попису становништва из 2010. у њему је живело 349 становника.

## Демографија
Према попису становништва из 2010. у граду је живело 349 становника, што је -40 (-10.3%) становника више него 2000. године.
| Група             | 2000.       | 2010.       |
| Белци             | 386 (99,2%) | 337 (96,6%) |
| Афроамериканци    | 0 (0,0%)    | 0 (0,0%)    |
| Азијати           | 1 (0,3%)    | 0 (0,0%)    |
| Хиспаноамериканци | 1 (0,3%)    | 11 (3,2%)   |
| Укупно            | 389         | 349         |